# A Token of His Extreme
A Token of His Extreme è un album live di Frank Zappa, colonna sonora dell'omonimo special televisivo del 1974 mai andato in onda, pubblicato postumo nel 2013.

## Tracce
Testi e musiche di Frank Zappa.
1. The Dog Breath Variations/Uncle Meat – 4:02
2. Montana – 6:44
3. Earl of Duke – 5:49
4. Florentine Pogen – 11:08
5. Stink-Foot – 3:58
6. Pygmy Twylyte – 7:47
7. Room Service – 12:12
8. Inca Roads – 9:51
9. Oh No/Son of Orange County – 7:10
10. More Trouble Every Day – 7:17
11. A Token of My Extreme – 1:25

## Formazione
- Frank Zappa - chitarra, voce
- Ruth Underwood - percussioni
- Napoleon Murphy Brock - sassofono, voce
- George Duke - tastiere, voce
- Tom Fowler - basso
- Chester Thompson - batteria